# Islandshavet

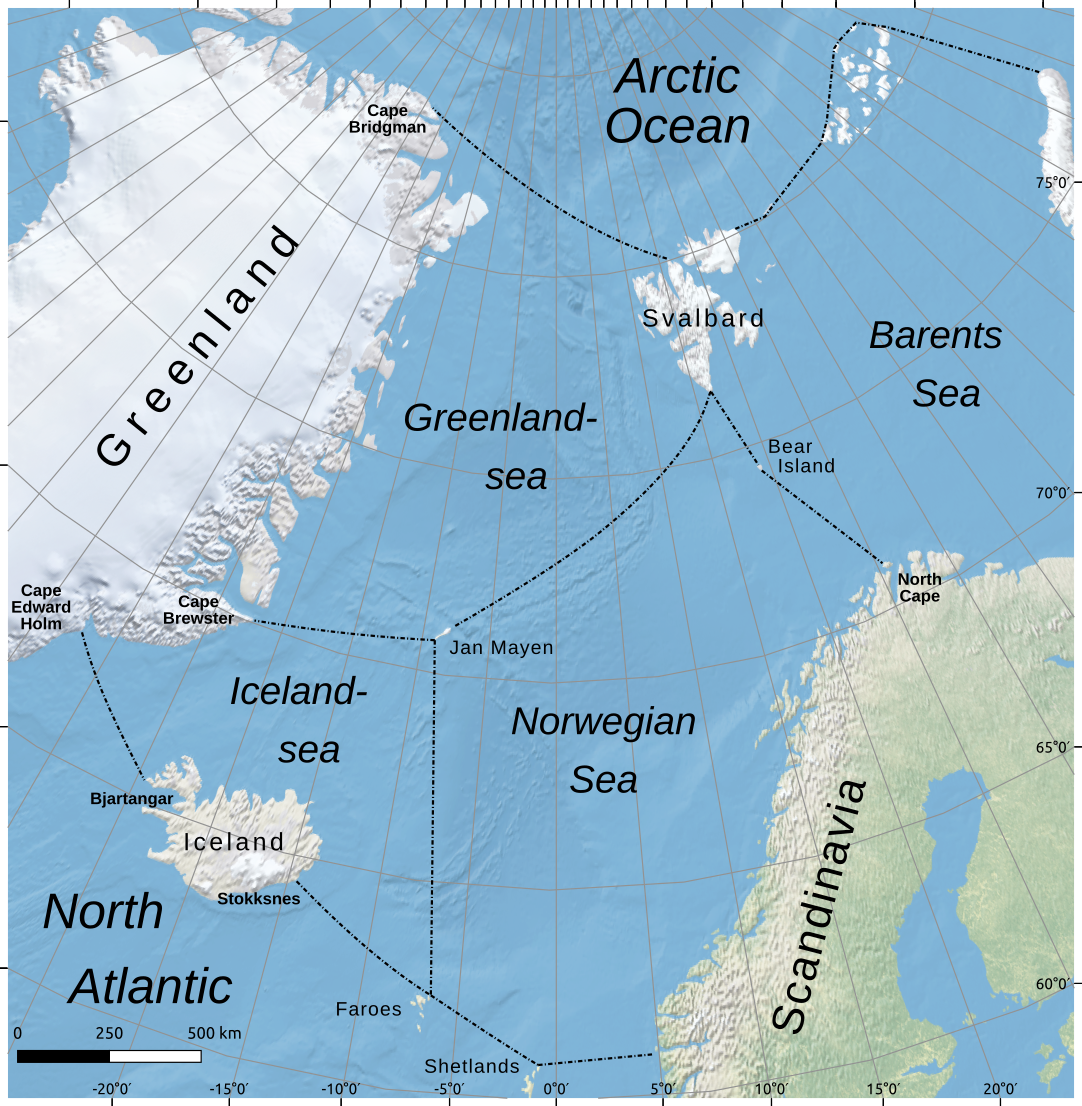
Islandshavet

Islandshavet är det bihav som ligger mellan öarna Island, Grönland och Jan Mayen. Det ligger norr om Danmarkssundet och betraktas ofta som en sydlig del av Grönlandshavet. Havet har två djupbassänger och dess största djup är 2 795 meter. Östra Grönlandsströmmen passerar bland annat genom Islandshavet.